# Charles Sowa
Charles Sowa (* 15. April 1933 in Schifflingen, Luxemburg; † 7. Juli 2013) war ein Luxemburger Geher. Der zehnfache Meister seiner Heimat über 20 km nahm an insgesamt vier Olympischen Sommerspielen teil.
Sowa gewann bei den zwölf luxemburgischen Landesmeisterschaften über 20 km Gehen zwischen 1960 und 1974 zehnmal den Titel, lediglich 1969 und 1973 wurde er in dieser Zeit nicht Meister.
1960, 1964, 1968 und 1972 trat Sowa jeweils über beide Gehstrecken bei Olympischen Spielen an; über 20 km platzierte er sich stets zwischen Platz 16 und 19, erfolgreicher war er jedoch über 50 km, er erreichte dort zweimal Top-10-Plätze: 1964 als Neunter und 1972 als Zehnter. Eine weitere internationale Top-10-Platzierung war ein siebter Platz bei den Leichtathletik-Europameisterschaften 1969 über 50 km.
Seine vier Olympiateilnahmen sind die zweitmeisten für Luxemburg nach dem Kunstturner Josy Stoffel.
1964, 1967, 1971 und 1972 wurde er zum Luxemburger Sportler des Jahres gewählt.
Sein Sohn Marco war ebenfalls Geher, wurde jedoch bei seinem einzigen olympischen Wettkampf 1988 über 20 km disqualifiziert.